# Acúrsio Carrelo
Acúrsio Freire Alves Carrelo, mais conhecido como Acúrsio Carrelo (Lourenço Marques, 16 de março de 1931 – 9 de janeiro de 2010) foi um futebolista português. Jogou como guarda-redes e também teve uma carreira de jogador de hóquei em patins como médio/avançado  Ele jogou pelo Futebol Clube do Porto.